# مروان صحراوي
مروان صحراوي (مواليد 9 يناير 1996) هو لاعب كرة قدم تونسي فرنسي المولد يلعب كمدافع في النادي الإسماعيلي.

## روابط خارجية
- مروان صحراوي على موقع قاعدة بيانات كرة القدم.إي يو (الإنجليزية)
- مروان صحراوي على موقع Soccerway.com (الإنجليزية)
- مروان صحراوي على موقع AS.com (الإسبانية)